# Všeň
Všeň (německy Weschen) je obec v okrese Semily v Libereckém kraji. Žije zde 628 obyvatel.

## Historie
První písemná zmínka o obci pochází z roku 1318.

## Obyvatelstvo
| Rok            | 1869 | 1880 | 1890 | 1900 | 1910 | 1921 | 1930 | 1950 | 1961 | 1970 | 1980 | 1991 | 2001 | 2011 | 2021 |
| -------------- | ---- | ---- | ---- | ---- | ---- | ---- | ---- | ---- | ---- | ---- | ---- | ---- | ---- | ---- | ---- |
| Počet obyvatel | 648  | 676  | 736  | 716  | 756  | 714  | 743  | 614  | 614  | 555  | 512  | 493  | 524  | 586  | 594  |
| Počet domů     | 103  | 115  | 130  | 136  | 143  | 148  | 166  | 180  | 165  | 157  | 150  | 198  | 212  | 236  | 250  |

## Obecní správa

### Části obce
- Všeň
- Mokrý
- Ploukonice

### Obecní symboly
Znak a vlajka byly obci uděleny rozhodnutím předsedy Poslanecké sněmovny Parlamentu České republiky dne 19. května 1998.

## Pamětihodnosti
- Kostel svatého Jakuba a Filipa, na hoře Ostrá
- Socha svatého Jana Nepomuckého na návsi 50°33′26,67″ s. š., 15°6′19,63″ v. d.
- Socha svatého Jana Nepomuckého v polích 50°32′44,13″ s. š., 15°5′41,25″ v. d.
- Sloup se sochou Panny Marie
- Venkovské usedlosti čp. 14 a 16
- Venkovský dům čp. 11
- Krucifix

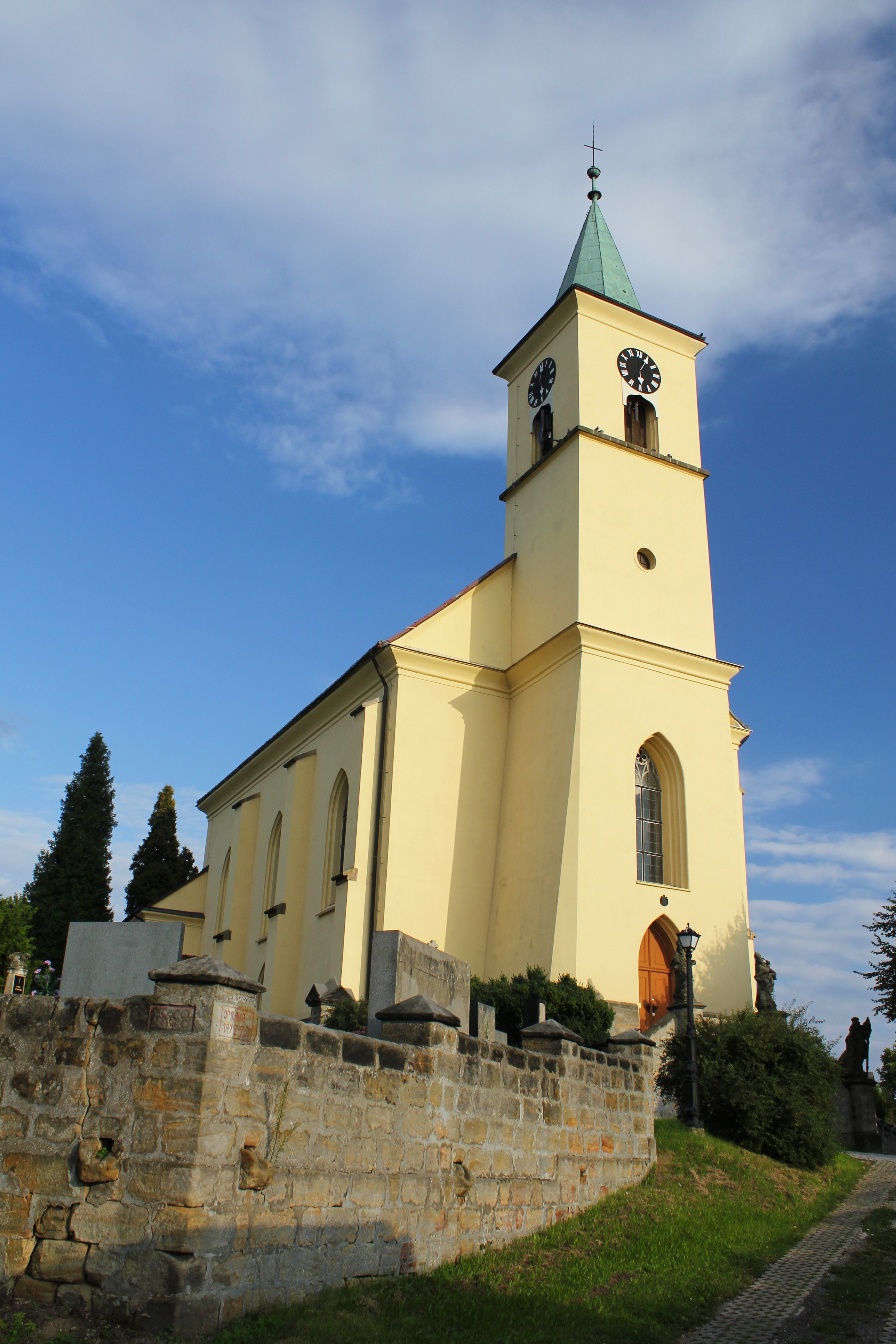
Kostel sv. Jakuba a Filipa
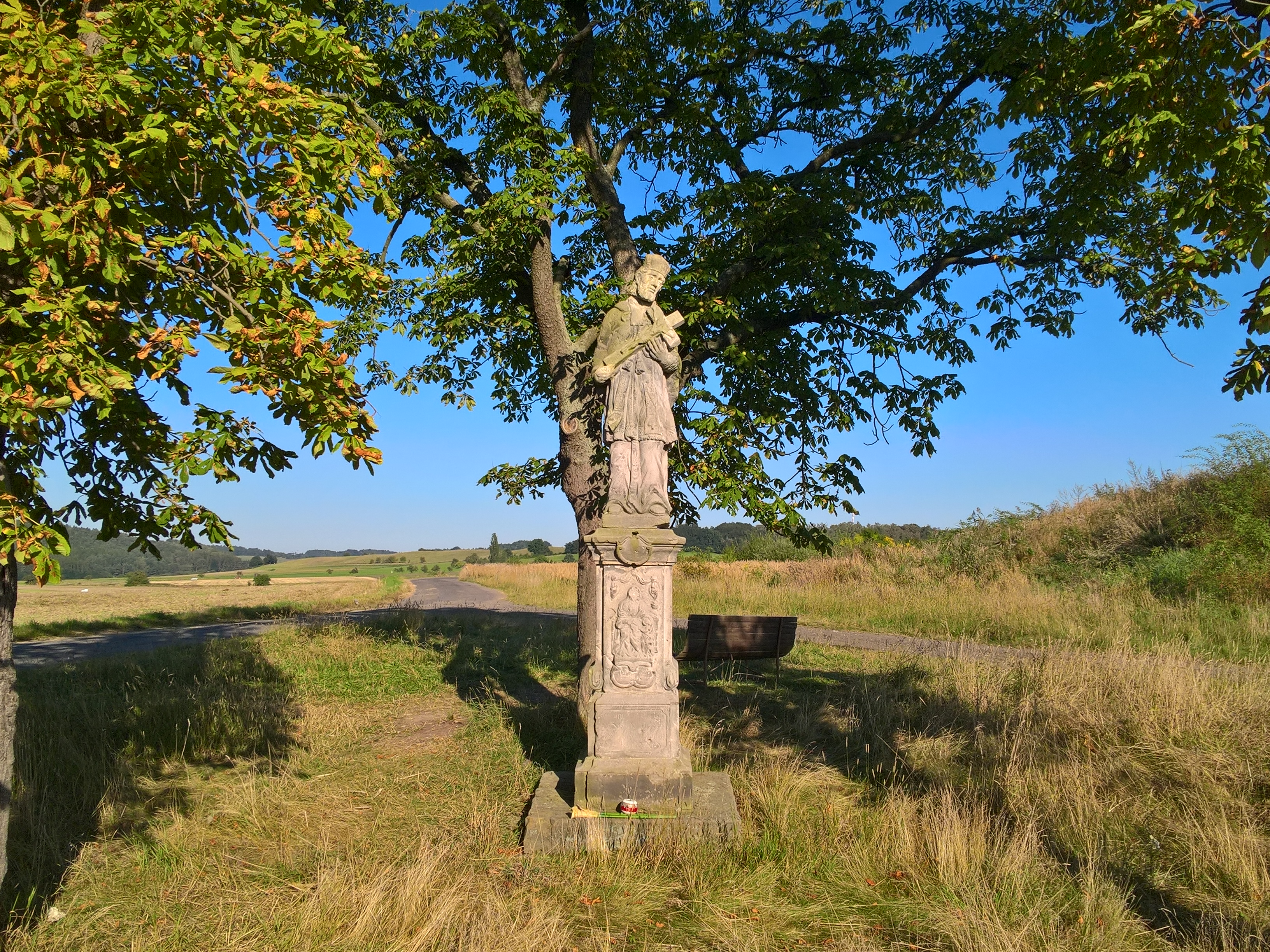
Socha sv. Jana v polích

## Partnerské obce
28. června 2008 byla podepsána dohoda o partnerství mezi Svazem obcí Valle di Ledro (sestávajícím z obcí: Molina di Ledro, Pieve di Ledro, Bezzecca, Concei, Tiarno di Sotto a Tiarno di Sopra; od roku 2010 jsou sloučeny do jedné obce s názvem Ledro) na straně jedné a osmi českými městy a obcemi (Příbram, Všeň, Milín, Buštěhrad, Nový Knín, Ptice, Chyňava, Doksy) na straně druhé. Během první světové války v letech 1915–1919 byly do těchto českých obcí a měst vysídlení Italové z horského údolí Valle di Ledro.

## Doprava

### Letiště
Jihozápadně od obce je Letiště Všeň s kódovým označením ULVSEN. Letiště má travnatou dráhu použitelnou pro ultralehká letadla délky 450 m, orientace 13/31, nadmořská výška je 250 m. Využívána je Rogalo klubem Všeň a modeláři.